# Santa Fe (subte de Buenos Aires)
La estación Santa Fe o Arenales será una futura red de subterráneos de la Ciudad de Buenos Aires. La estación se encontrará entre las estaciones Córdoba y Pueyrredón sobre la línea F de subterráneos. Estará ubicada sobre una de las principales avenidas de la ciudad, la Avenida Callao, en la intersección con la Avenida Santa Fe, en el barrio porteño de Recoleta. A futuro, se planea combinar esta estación con la Estación Callao de la línea G, que contará con una plataforma central y dos bóvedas.[cita requerida]